# Finsterthal (Sinzing)
Finsterthal ist eine Wüstung in der Gemeinde Sinzing im Landkreis Regensburg.
Die ehemalige Einöde war ein Gemeindeteil der Gemeinde Viehhausen und kam durch Eingemeindung zur Gemeinde Sinzing. Bei der Volkszählung 1961 wurde ein Wohngebäude mit zwei Einwohnern festgestellt, zur Volkszählung 1970 war Finsterthal bereits eine Wüstung, aber als Gemeindeteil formell noch nicht aufgehoben.
Finsterthal lag eineinhalb Kilometer nördlich von Viehhausen an der nördlichen Grenze der gleichnamigen Gemarkung zur Gemarkung Schönhofen.